# 煎饼卷大葱
煎饼卷大葱，又称杂粮煎饼、山东杂粮煎饼，是一种由煎饼，大葱，甜面酱制作而成的中式食品，是中国山东省的特色名吃。

## 传统制作方法
准备好：煎饼，大葱，甜面酱。
1. 洗净大葱去叶留葱白大段。
2. 将甜面酱单面均匀涂抹于煎饼上。
3. 将葱白放在涂好甜面酱面的煎饼上。
4. 无酱面在外，酱葱在里将煎饼卷起。

## 相关传说
相传古时候有位姑娘将大葱削制成毛笔，将大酱做成墨水，将煎饼做成写字用的纸张，然后将酱墨和葱笔卷入煎饼纸内，送给自己的心上人作为充饥的食物，便有了现在的煎饼卷大葱。

## 相关影视
《红日》《高山下的花环》《沂蒙六姐妹》《宰相劉羅鍋》